# Extra e speciali di Lazarus Ledd
Quello che segue è l'elenco degli Extra di Lazarus Ledd ordinati per data di pubblicazione.

## Extra di Lazarus Ledd
| Nr. | Titolo                                                        | Pubblicato    | Soggetto            | Sceneggiatura      | Disegni                                                                  | Copertina                                                    | Editore     | Ristampa            |
| --- | ------------------------------------------------------------- | ------------- | ------------------- | ------------------ | ------------------------------------------------------------------------ | ------------------------------------------------------------ | ----------- | ------------------- |
| 1   | Hacker Hobos                                                  | Novembre 1994 | Marcello Toninelli  | Marcello Toninelli | Giampietro Costa                                                         | Alfredo Orlandi                                              | Star Comics |                     |
| 2   | Le colpe dei padri                                            | Ottobre 1995  | Gianni Barbieri     | Gianni Barbieri    | Giuseppe D'Elia                                                          | Alessandro Bocci                                             | Star Comics |                     |
|     | La donna della pioggia                                        | Ottobre 1995  | Ade Capone          | Ade Capone         | Fabio Bartolini                                                          | Ministoria a fine albo n. 2                                  |             | LL Edizioni IF n. 1 |
| 3   | Il lemma di Levemberg                                         | Giugno 1996   | Marco Abate         | Marco Abate        | Stefano Natali                                                           | Alessandro Bocci                                             | Star Comics |                     |
|     | Il patto                                                      | Giugno 1996   | Ade Capone          | Ade Capone         | Alessandro Nespolino                                                     | Ministoria a fine albo n. 3                                  |             |                     |
| 4   | Artigli nella notte                                           | Novembre 1996 | Ade Capone          | Ade Capone         | Sergio Anelli                                                            | Alessandro Bocci                                             | Star Comics |                     |
|     | Corri, gatto, corri                                           | Novembre 1996 | Ade Capone          | Ade Capone         | Alessandro Nespolino                                                     | Ministoria a fine albo n. 4                                  |             | LL Edizioni IF n. 3 |
| 5   | Sotto accusa                                                  | Maggio 1997   | Ade Capone          | Ade Capone         | Stefano Natali                                                           | Alessandro Bocci                                             | Star Comics |                     |
|     | Un vecchio blues                                              | Maggio 1997   | Ade Capone          | Ade Capone         | Alessandro Nespolino                                                     | Ministoria a fine albo n. 5                                  |             |                     |
| 6   | Il mistero dei Rosacroce                                      | Novembre 1997 | Ade Capone          | Giovanni Barbieri  | Alessandro Nespolino                                                     | Alessandro Bocci                                             | Star Comics |                     |
| 7   | Il cielo sopra Parigi                                         | Aprile 1998   | Ade Capone          | Giovanni Barbieri  | Valentino Forlini - Andrea Da Rold                                       | Alessandro Bocci                                             | Star Comics |                     |
| 8   | Il potere del talismano                                       | Luglio 1998   | Ade Capone          | Ade Capone         | Alessandro Bocci - Alfredo Orlando Luca Panciroli - Alessandro Nespolino | Alessandro Bocci                                             | Star Comics |                     |
| 9   | La maledizione di Yig                                         | Ottobre 1998  | Giovanni Barbieri   | Giovanni Barbieri  | Fabio Bartolini                                                          | Alessandro Bocci                                             | Star Comics |                     |
|     | La dodicesima ora                                             | Ottobre 1998  | Giovanni Barbieri   | Giovanni Barbieri  | Fabio D'Agata                                                            | 2° storia presente nell'albo n. 9                            |             |                     |
| 10  | Le mille luci di New York                                     | Luglio 1999   | Ade Capone          | Ade Capone         | Alessandro Bocci                                                         | Alessandro Bocci                                             | Star Comics |                     |
| 11  | Tamburi lontani                                               | Ottobre 1999  | Ade Capone          | Ade Capone         | Alfredo Orlandi - Fabio Bartolini                                        | Alessandro Bocci                                             | Star Comics |                     |
| 12  | Tunguska                                                      | Maggio 2000   | Ade Capone          | Ade Capone         | Alessandro Bocci - Fabio Bartolini                                       | Alessandro Bocci                                             | Star Comics |                     |
| 13  | Vampiri!                                                      | Novembre 2000 | Ade Capone          | Ade Capone         | Alfredo Orlandi - Valentino Forlini                                      | Alessandro Bocci                                             | Star Comics |                     |
| 14  | Il cavaliere di San Giorgio                                   | Giugno 2001   | Ade Capone          | Ade Capone         | Alessandro Bocci - Fabio Bartolini Michele Cropera                       | Alessandro Bocci                                             | Star Comics |                     |
| 15  | Viaggio in Italia - contiene la storia La musica delle stelle | Dicembre 2001 | Ade Capone          | Ade Capone         | Giuseppe D'Elia                                                          | Arturo Lozzi                                                 | Star Comics |                     |
|     | Dal mare                                                      | Dicembre 2001 | Ade Capone          | Ade Capone         | Alfredo Orlandi                                                          | Ristampa albetto Dardo                                       |             |                     |
|     | La città magica                                               | Dicembre 2001 | Luca Tiraboschi     | Luca Tiraboschi    | Sergio Gerasi                                                            | Ministoria a fine albo n. 15                                 |             |                     |
| 16  | La lama della mezzaluna                                       | Luglio 2002   | Ade Capone          | Ade Capone         | Arturo Lozzi - Fabio Bartolini                                           | Arturo Lozzi                                                 | Star Comics |                     |
| 17  | I cristalli di Eymerich                                       | Febbraio 2003 | Valerio Evangelisti | Ade Capone         | Alfredo Orlandi - Arturo Lozzi                                           | Arturo Lozzi                                                 | Star Comics |                     |
| 18  | Sul bordo della notte - Intro                                 | Dicembre 2003 | Ade Capone          | Ade Capone         | Michele Cropera                                                          | Michele Cropera                                              | Star Comics |                     |
|     | Hyperion                                                      | Dicembre 2003 | Ade Capone          | Ade Capone         | Riccardo Bogani                                                          | 2° storia presente nell'albo n. 18                           |             |                     |
|     | Il volo di Mayers                                             | Dicembre 2003 | Ade Capone          | Ade Capone         | Matteo Mosca                                                             | 3° storia presente nell'albo n. 18                           |             |                     |
|     | Una notte a New York                                          | Dicembre 2003 | Ade Capone          | Ade Capone         | Giulio De Vita                                                           | ristampa albetto allegato alla rivista "TUTTO"               |             |                     |
|     | Furto alla Comiconvention                                     | Dicembre 2003 | Ade Capone          | Ade Capone         | Sergio Gerasi                                                            | ristampa albetto distribuito alla Comiconvention Milano 2001 |             |                     |
| 19  | La resa dei conti                                             | Dicembre 2004 | Ade Capone          | Ade Capone         | Matteo Mosca                                                             | Michele Cropera                                              | Star Comics |                     |
|     | Roulette russa                                                | Dicembre 2004 | Ade Capone          | Ade Capone         | Stefano Santoro                                                          | 2° storia presente nell'albo n. 19                           |             |                     |
|     | Un volo di rondini                                            | Dicembre 2004 | Ade Capone          | Ade Capone         | Michele Cropera                                                          | ristampa albetto Speciale Polizzi Generosa                   |             |                     |
|     | One                                                           | Dicembre 2004 | Ade Capone          | Ade Capone         | Ivan Vitolo                                                              | 3° storia presente nell'albo n. 19                           |             |                     |
| 20  | Midnight blues contiene la storia Entangled                   | Ottobre 2005  | Ade Capone          | Ade Capone         | Michele Cropera - Matteo Mosca                                           | Sergio Gerasi - copertina sul retro di Michele Cropera       | Star Comics |                     |
|     | La fine della corsa                                           | Ottobre 2005  | Ade Capone          | Ade Capone         | Salvatore Velluto                                                        | ristampa del Numero 0                                        |             |                     |
|     | Mezzanotte                                                    | Ottobre 2005  | Ade Capone          | Ade Capone         | Giancarlo Olivares - Alberto Gennari                                     | ristampa albetto Speciale Lucca '93                          |             |                     |
|     | Oltre l'oscurità                                              | Ottobre 2005  | Ade Capone          | Ade Capone         | Giulio De Vita                                                           | ristampa albetto Speciale Lucca '94                          |             |                     |
| 21  | La città perduta                                              | Maggio 2006   | Ade Capone          | Ade Capone         | Ivan Vitolo                                                              | Sergio Gerasi                                                | Star Comics |                     |
|     | Stelle cadenti                                                | Maggio 2006   | Paolo Terraciano    | Paolo Terracia     | Giuseppe Candita                                                         | 2° storia presente nell'albo n. 21                           |             |                     |
| 22  | Fuga nella prateria                                           | Dicembre 2006 | Ade Capone          | Ade Capone         | Stefano Santoro                                                          | Michele Cropera                                              |             |                     |
|     | Storia di un soldato                                          | Dicembre 2006 | Ade Capone          | Ade Capone         | Matteo Mosca                                                             | 2° storia presente nell'albo n. 22                           |             | LL Edizioni IF n. 5 |
|     | Una notte, dopo la pioggia                                    | Dicembre 2006 | Ade Capone          | Ade Capone         | Alessio Fortunato                                                        | ristampa storia presente nello Speciale 10 anni Star Comics  |             | LL Edizioni IF n. 5 |
| 23  | Il volo dell'aquila                                           | Luglio 2007   | Taji Lestrange      | Ade Capone         | Matteo Mosca - Ivan Vitolo Dario Sansone                                 | Sergio Gerasi                                                | Star Comics |                     |
| 24  | Fratelli di sangue                                            | Novembre 2007 | Ade Capone          | Ade Capone         | Matteo Mosca - Sergio Gerasi                                             | Sergio Gerasi                                                | Star Comics |                     |
|     | Gatte e ladri                                                 | Novembre 2007 | Ade Capone          | Ade Capone         | Dario Sansone - Ivan Vitolo                                              | Ministoria a fine albo n. 24                                 |             |                     |
| 25  | Scacco all'America                                            | Luglio 2008   | Ade Capone          | Ade Capone         | Dario Sansone - Ivan Cappiello Matteo Mosca                              | Matteo Mosca                                                 | Star Comics |                     |
| 26  | Tutti meno uno                                                | Ottobre 2008  | Ade Capone          | Ade Capone         | Dario Sansone - Ivan Vitolo Matteo Mosca                                 | Matteo Mosca                                                 | Star Comics |                     |
|     | Ritorno a New York                                            | Ottobre 2008  | Ade Capone          | Ade Capone         | Stefano Santoro - Sergio Gerasi Matteo Mosca                             | 2° storia presente nell'albo n. 26                           |             |                     |
| 27  | Le notti rosse                                                | Agosto 2009   | Ade Capone          | Ade Capone         | Dario Sansone - Matteo Mosca Sergio Gerasi - Stefano Santoro             | Matteo Mosca                                                 | Star Comics |                     |

Quello che segue è l'elenco degli Speciali di Lazarus Ledd ordinati per data di pubblicazione.

## Speciali di Lazarus Ledd
| Nr. | Riferimento                                            | Titolo                     | Pubblicato     | Soggetto   | Sceneggiatura | Disegni                                     | Copertina          | Editore                              | Ristampa                                                                   |
| --- | ------------------------------------------------------ | -------------------------- | -------------- | ---------- | ------------- | ------------------------------------------- | ------------------ | ------------------------------------ | -------------------------------------------------------------------------- |
| 1   | Speciale Lucca '93                                     | Mezzanotte                 | Ottobre 1993   | Ade Capone | Ade Capone    | Giancarlo Olivares - Alberto Gennari        | Giancarlo Olivares | Star Comics                          | Speciale Napoli '93 + LL Extra 20 + LL Edizioni IF n. 2                    |
| 2   | Speciale Lucca '94                                     | Oltre l'oscurità           | Marzo 1994     | Ade Capone | Ade Capone    | Giulio De Vita                              | Giulio De Vita     | Star Comics                          | Ristampa albetto + LL Extra 20                                             |
| 3   | Allegato alla rivista "TUTTO Musica & Spettacoli" n. 7 | Una notte a New York       | Luglio 1994    | Ade Capone | Ade Capone    | Giulio De Vita                              | Giulio De Vita     | Arnoldo Mondadori Editore            | LL Extra 18 + Cronaca di Topolinia Albo Special n. 4 + LL Edizioni IF n. 4 |
| 4   | Buon Compleanno 10 anni Star Comics                    | Una notte, dopo la pioggia | Novembre 1997  | Ade Capone | Ade Capone    | Alessio Fortunato                           | Alessandro Bocci   | Star Comics                          | LL Extra 22 + LL Edizioni IF n. 5                                          |
| 5   | Allegato al volume "Missione Impossibile"              | Dal mare                   | Ottobre 2000   | Ade Capone | Ade Capone    | Alfredo Orlandi                             | Alessandro Bocci   | Editoriale Dardo                     | LL Extra 15                                                                |
| 6   | Comiconvention Milano 2001                             | Furto alla Comiconvention  | Settembre 2001 | Ade Capone | Ade Capone    | Sergio Gerasi - Leo Ortolani                | Sergio Gerasi      | Graffiti                             | LL Extra 18                                                                |
| 7   | Lazarus Ledd & Splinter Cell                           | La cattedrale nascosta     | Giugno 2004    | Ade Capone | Ade Capone    | Ivan Cappiello                              | Ivan Cappiello     | Ubisoft                              |                                                                            |
| 8   | Speciale Polizzi Generosa 2004                         | Un volo di rondini         | Settembre 2004 | Ade Capone | Ade Capone    | Michele Cropera                             | Michele Cropera    | Associazione Culturale La Locomotiva | LL Extra 19 + LL Edizioni IF n. 6                                          |
| 9   | Rivista "Altrimondi"                                   | Lost Bay                   | Luglio 2006    | Ade Capone | Ade Capone    | Matteo Mosca - Michele Cropera              | Mario Alberti      | Star Comics                          |                                                                            |
| 10  | Buon Compleanno 20 anni Star Comics                    | Ritorno al passato         | Ottobre 2006   | Ade Capone | Ade Capone    | Dario Sansone - Ivan Cappiello Matteo Mosca | Mario Alberti      | Star Comics                          |                                                                            |
| 11  | Speciale Lucca 2009                                    | Arizona Moon               | Ottobre 2009   | Ade Capone | Ade Capone    | Matteo Mosca                                | Matteo Mosca       | Ade Capone & Star Shop               |                                                                            |